# George A. Wilson
George A. Wilson (Menlo, 1884. április 1. – Des Moines, 1953. szeptember 8.) az Amerikai Egyesült Államok szenátora (Iowa, 1943–1949).